# Graystone Bird
Owen Graystone Bird (1862–1943) byl britský profesionální fotograf, který působil na konci 19. a počátku 20. století. Některé zdroje jej označily za Williama namísto Owena, nicméně všechny zdroje se shodly na užití jména Graystone. Příčina zmatení křestního jména je nejasná.

## Život a dílo
Byl členem druhé generace prominentní rodiny průkopnických fotografů z města Bath v Anglii. Jeho otec Frederic Charles Bird, fotograf a portrétní malíř, který působil od poloviny do konce devatenáctého století, obdržel královský mandát od současného prince z Walesu, budoucího krále Edvara VII. 

## Galerie

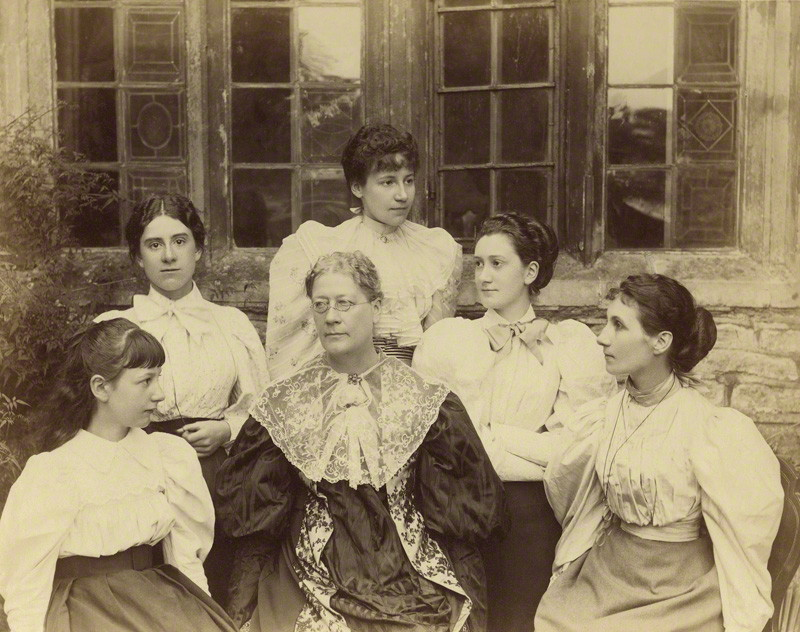
Spisovatelka Dorothy Bussy s dcerami, asi 1893